# جزیره ترومیلن
جزیره ترومیلن متعلق به کشور فرانسه می‌باشد. نام این جزیره از نام Chevalier de Tromelin، فرمانده رزمناو فرانسوی که این جزیره را در ۱۷۷۶ (میلادی) کشف کرد گرفته شده‌است.

## جستارهای ویژه
سرزمین‌های جنوبی و جنوبگانی فرانسه